# Kerstcross
De Kerstcross is een veldrijwedstrijd die tussen 2005 en 2006 jaarlijks werd georganiseerd in de Belgische gemeente Wachtebeke.

## Erelijst
| Jaar | Winnaar             | Tweede              | Derde               |
| ---- | ------------------- | ------------------- | ------------------- |
| 2006 | Sven Nys            | Richard Groenendaal | Sven Vanthourenhout |
| 2005 | Sven Vanthourenhout | Richard Groenendaal | Sven Nys            |